# Sportclub Enschede in het seizoen 1956/57
Het seizoen 1956/1957 was het derde jaar in het bestaan van de Enschedese betaaldvoetbalclub Sportclub Enschede. De club kwam uit in de Eredivisie en eindigde daarin op de derde plaats.

## Wedstrijdstatistieken

### Eredivisie
|       | Ajax  | Amsterdam | BVV   | DOS   | Eindhoven | Elinkwijk | Feijenoord | Fortuna '54 | GVAV  | MVV   | NAC   | NOAD  | PSV   | Rapid JC | Sparta | VVV   | Willem II |
| ----- | ----- | --------- | ----- | ----- | --------- | --------- | ---------- | ----------- | ----- | ----- | ----- | ----- | ----- | -------- | ------ | ----- | --------- |
| Thuis | 0 – 1 | 1 – 2     | 4 – 1 | 1 – 2 | 6 – 1     | 4 – 2     | 2 – 3      | 4 – 1       | 1 – 1 | 7 – 2 | 3 – 0 | 1 – 1 | 2 – 2 | 5 – 2    | 1 – 1  | 0 – 0 | 5 – 1     |
| Uit   | 1 – 2 | 0 – 2     | 2 – 2 | 1 – 4 | 3 – 2     | 1 – 5     | 2 – 2      | 4 – 1       | 0 – 3 | 0 – 0 | 1 – 1 | 3 – 1 | 1 – 5 | 1 – 1    | 2 – 0  | 0 – 1 | 2 – 2     |

## Statistieken Sportclub Enschede 1956/1957

### Eindstand Sportclub Enschede in de Nederlandse Eredivisie 1956 / 1957
| Stand | Gespeeld | Gewonnen | Gelijk | Verloren | Punten | Doelpunten voor | Doelpunten tegen |
| ----- | -------- | -------- | ------ | -------- | ------ | --------------- | ---------------- |
| 3e    | 34       | 15       | 11     | 8        | 41     | 81              | 47               |

### Topscorers
| Competitie \| # \| Naam \| \| \| ----------------- \| ----------------- \| -- \| \| 1. \| Gerrit Moddejonge \| 19 \| \| 1. \| Arend van der Wel \| 19 \| \| 3. \| Abe Lenstra \| 17 \| \| 4. \| Hennie Oonk \| 10 \| \| 5. \| Gerrit Voges \| 7 \| \| 6. \| Joop Janssen \| 5 \| \| 7. \| Wim Feldmann \| 2 \| \| 8. \| Henny Moddejonge \| 1 \| \| Onbekend doelpunt \| \| \| \| – \| Onbekend \| 1 \| \| Totaal \| Totaal \| 81 \| |                   |      |
| # | Naam              | Goal |
| 1. | Gerrit Moddejonge | 19   |
| 1. | Arend van der Wel | 19   |
| 3. | Abe Lenstra       | 17   |
| 4. | Hennie Oonk       | 10   |
| 5. | Gerrit Voges      | 7    |
| 6. | Joop Janssen      | 5    |
| 7. | Wim Feldmann      | 2    |
| 8. | Henny Moddejonge  | 1    |
| Onbekend doelpunt |                   |      |
| – | Onbekend          | 1    |
| Totaal | Totaal            | 81   |

## Voetnoten
Ajax ·
Amsterdam ·
BVV ·
DOS ·
Eindhoven ·
Elinkwijk ·
Sportclub Enschede ·
Feijenoord ·
Fortuna '54 ·
GVAV ·
MVV ·
NAC ·
NOAD ·
PSV ·
Rapid JC ·
Sparta ·
VVV ·
Willem II